# Wendy Phillips
Wendy Phillips (nascida em 2 de Janeiro de 1952 em Brooklyn, Nova York) é uma atriz estadounidense, notadamente interpretando o papel da última esposa de David Selby, Lauren Daniels, durante a temporada final de Falcon Crest e por interpretar a esposa de Gerald McRaney, Claire Greene, tanto em Touched by an Angel como Promised Land.
Outras séries de televisão que ela participou são A Year in the Life, Homefront e Studio 60 on the Sunset Strip.
Ela é filha do ator Wendell Phillips e casada com o ator Scott Paulin.